# Magyarok
Magyarok es una película dramática húngara de 1978 dirigida por Zoltán Fábri. Fue nominada al Premio de la Academia a la Mejor Película en Lengua Extranjera en la 51.ª edición de los Premios de la Academia.

## Reparto
- Gábor Koncz como Fábián András
- Éva Pap como Fábiánné, Ilona
- József Bihari como Utolsó magyar az álomjelenetben
- Sándor Szabó como Német gazda
- Zoltán Gera como Brainer, intézõ
- Tibor Molnár como Gáspár Dániel
- István O. Szabó como Kondor Ábris
- Noémi Apor como Szabóné, Zsófi
- Bertalan Solti como Szabó János
- Anna Muszte como Kisné, Rozika
- András Ambrus como Kis Dani